# Останній з собачого племені
Останній з собачого племені — драма 1995 року.

## Сюжет
Досвідченого слідопита Луїса (Беренджер) посилають зловити трьох злочинців-втікачів. Він вистежує злодюг, але їх вбивають індіанці, яких там не повинно було бути. Луїс, знаючи, що йому ніхто не повірить, звертається до археолога Ліліан (Херші), разом з якою і вирушає на пошуки загубленого племені. Вони знаходять плем'я, що живе в долині, бо і їхні предки жили століття тому, цей народ відрізаний від цивілізації горами, в цій місцевості герої фільму переживають незвичайні пригоди.